# ナンバーズ (ジャグリング)
ナンバーズとは、トスジャグリングの競技の一つ。ジャグリングする道具の数を競う。また、転じてジャグリングする道具の数を増やすこともナンバーズということがある。

10ballsジャグリング

## 世界記録
道具の数と同時にジャグリングし続けることのできる時間ないし回数も競われる。ボールやクラブ等を一定以上安定して「ジャグリングした」とみなされるのは、「持っている道具の個数×2」回キャッチしたときであるが、道具の個数が非常に多いときにはその個数以上のキャッチがあれば記録として認定される。それぞれの意味での2012年8月現在の世界記録は次の通りである：

### ソロ(一人で投げる)
- ボールジャグリング

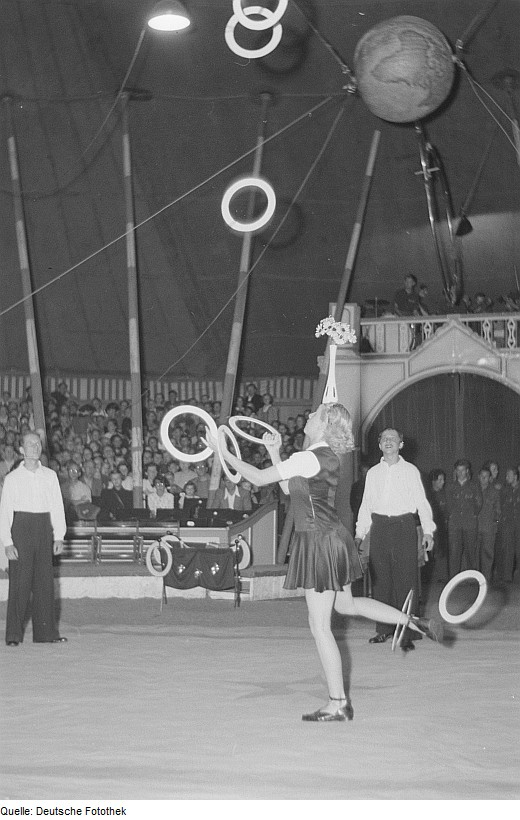
リングのソロ（8リング）

  - 11個（25キャッチ）:アレックス・バロン[1]
  - 13個（15キャッチ）:アレックス・バロン      [2]
- クラブジャグリング
  - 8本（16キャッチ）:アンソニー・ガット[3][4]
- リングジャグリング
  - 10リング（47キャッチ）:アンソニー・ガット[3]
  - 13リング（13キャッチ）:アルバート・ルカス[3]
- バウンスボールジャグリング
  - 9個（62キャッチ）:アラン・シュルツ [5]
  - 12個（12キャッチ）:アラン・シュルツ    [5]
- スティック（棒）
  - 9本（9キャッチ）:ブルース・ティーマンほか[3]

### パッシング(複数人で投げ合う)
- ボール二人

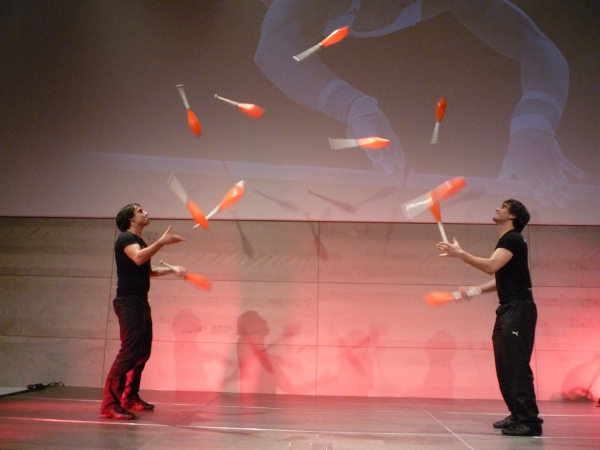
クラブのパッシング（11本）

  - 17個(33キャッチ):ダグ・セイヤーズ＆ベン・トンプソン[3]
  - 20個(24キャッチ):ダン・ウッド＆デヴィッド・リーハイ[6]
- クラブ二人
  - 13本(30キャッチ):マニュエル・ミタシュ＆ドミニク・ハラント[7]
  - 14本(15キャッチ):ダグ・セイヤーズ＆ベン・トンプソン[3]
- クラブ三人
  - 18本(18キャッチ):ダニエル・レデル＆ドミニク・ハラント＆マニュエル・ミタシュ[8]
  - 17本(50キャッチ):ダニエル・レデル＆ドミニク・ハラント＆フロリアン・カナヴァル[9]
- リング二人
  - 15リング(33キャッチ):マニュエル・ミタシュ＆ドミニク・ハラント[10]
  - 18リング(18キャッチ):ロジッチ・レヴィツキー＆ヴィクトル・テスレンコ[11]
- バウンスボール二人
  - 17ボール(43キャッチ):デーブ・クリッチフィールド＆ジョン・ジョーンズ[12]
  - 19ボール(20キャッチ):デーブ・クリッチフィールド＆ジョン・ジョーンズ[13]